# یان هروشینتسکی
یان هروشینتسکی (چکی: Jan Hrušínský؛ زادهٔ ۹ ژوئن ۱۹۵۵) بازیگر اهل جمهوری چک است. وی فرزند هنرپیشهٔ معروف چک رودولف هروشینتسکی است.
از فیلم‌ها یا مجموعه‌های تلویزیونی که وی در آن‌ها نقش داشته‌است، می‌توان به سه شهریار و کارت شناسایی اشاره نمود.